# چندخداپرستی

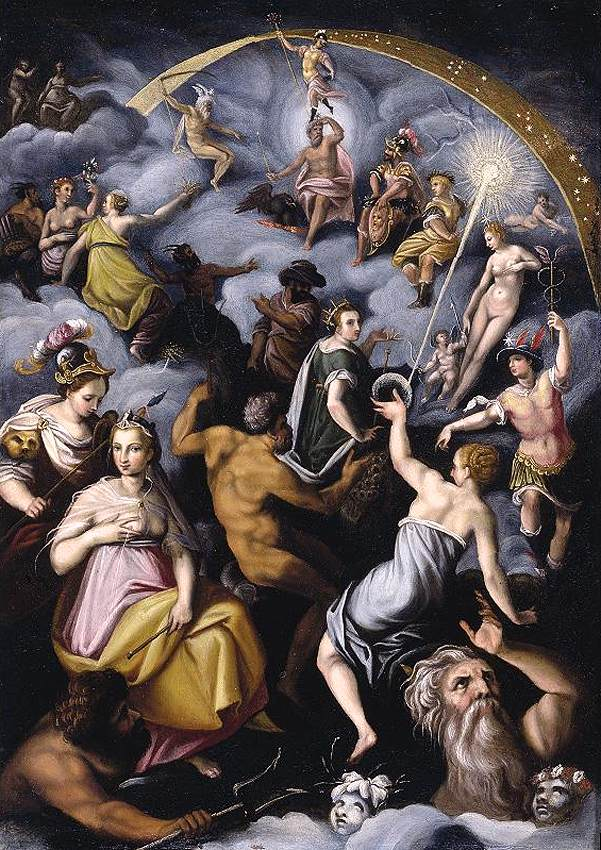
نقاشی از چند خدایی

چندخداپرستی (به انگلیسی: Polytheism) اعتقاد به الوهیت‌های متعدد است که معمولاً در یک پانتئون از جنسیت خدا و ایزدبانوها همراه با آیین و فرقههای خود جمع می‌شوند. چندخداپرستی نوعی خداباوری است. در خداباوری با یکتاپرستی، یعنی اعتقاد به خدا که در بیشتر موارد تنزیه است، در تضاد است. در ادیانی که چندخداپرستی را می‌پذیرند، خدایان و الهه‌های مختلف ممکن است بازنمایی نیروهای طبیعت یا نیاپرستی باشند. آنها را می‌توان یا به عنوان مستقل یا به عنوان جنبه‌ها یا فیض و صدور تنها یک الهه آفرینش یا تنزیه مطلق (یگانه‌گرایی) باشد که نظریه حلول در الهیات خدافراگیردانی و همه‌خدایی خود را نشان می‌دهد. مشرکان همیشه همه خدایان را یکسان نمی‌پرستند. آنها می‌توانند تک‌خداگزینی باشند که در پرستش یک معبود خاص تخصص داشته باشند یا نوبت‌یزدانی، معبودهای مختلف را در زمان‌های مختلف بپرستند.
چندخداپرستی در طول تاریخ، از پیشاتاریخ و اولین سوابق دین مصر باستان و ادیان میانرودان باستان تا ادیان رایج در طول اروپای دوران باستان، مانند دین یونان باستان و دین در روم باستان و در ادیان قومی مانند آیین ژرمنی و آیین اسلاوی و اساطیر بالتیک و دین بومیان آمریکا وجود داشت.
ادیان مشرک مهمی که امروزه انجام می‌شود عبارتند از تائوئیسم، شمن‌باوری یا دین‌های سنتی چینی، ژاپنی شینتو در ژاپن، سانتریا، بیشتر دین‌های سنتی آفریقایی، و ادیان گوناگون نئوپاگانیسم مانند ویکا. هندوئیسم، در حالی که عموماً به عنوان مشرک شناخته می‌شود، نمی‌توان آن را منحصراً به گونه ای دسته‌بندی کرد که برخی از هندوها خود را پانتهیست و برخی دیگر خود را یکتاپرست می‌دانند. هر دو با متون هندو سازگار هستند، زیرا هیچ اتفاق نظری برای استانداردسازی در دین وجود ندارد. ویدانته، مسلط‌ترین مکتب هندوئیسم، ترکیبی از توحید و شرک را ارائه می‌دهد و معتقد است که برهمن تنها «واقعیت نهایی» جهان است، اما با پرستش خدایان و الهه‌های متعدد می‌توان به وحدت با آن رسید.

## بررسی اجمالی
اعتقاد به وجود چند نیروی برتر از انسان در طبیعت را چندخدایی می‌خوانند. بیشتر دینهای بشر از این دسته‌اند.
انواع مختلفی از چندخدایی وجود دارد. پرستش ارواح در گذشته، و اعتقاد به وجود ارواح در تمامی موجودات طبیعت از ابتدایی‌ترین اشکال چند خدایی است.
باور به چند ارباب انواع با خصوصیات بشری که هر یک به اداره امور بخشی از طبیعت می‌پردازند یکی از مهم‌ترین اشکال چند خدایی است.
معمولاً دوگانه‌انگاری را چند خدایی نمی‌دانند. این مطلب مربوط به جدایی دو خدا از هم می‌شود که در بعضی ادیان ذات این دو خدا را یکی می‌دانند.
در مورد مهرپرستی چون با وجود اعتقاد به خدایی بزرگ مهر را قوی‌تر از این خدا می‌دانند تک‌خدایی یا چندخدایی در آن محل بحث است.

## گذر از چندخداپرستی به توحید
به گفته پژوهشگران، توحید نه با یهودیت، نه مسیحیت و نه اسلام پدیدار نشده‌است. توحید یک مفهوم مدرن است و بسته به اینکه شما چندخداپرستی یا شرک را چگونه تعریف کنید، توحید یا هزاران سال قبل از این ادیان اصلی ظهور کرده‌است، یا صدها سال بعد. اولین بار در سال ۱۶۶۰ از اصطلاح توحید و چند دهه بعد از اصطلاح «شرک» استفاده شد. اصطلاح «توحید» در سال ۱۶۶۰ توسط هنری مور (۱۶۸۷–۱۶۱۴) یکی از اعضای افلاطونیان کمبریج به منظور سازماندهی و دسته‌بندی بهتر ادیان در یک پیوستار (به عنوان پیشرفت در تکامل از سطوح «ابتدایی» مانند جان‌گرایی ابداع شد تا شرک، در نهایت به توحید ختم شود).
در ظاهر، بسیاری از ادیان باستانی شرک‌آمیز به نظر می‌رسند. در بین‌النهرین یا مصر باستان، یونان یا روم، پادشاهی آکسوم در شمال آفریقا یا اسرائیل باستان که همه این تمدن‌ها زمانی خدایان زیادی را می‌پرستیدند. اندرو دورین، مورخ مذهبی در دانشگاه ایالتی فلوریدا، نوشته‌است که واقعیت کمی پیچیده‌تر است. دورین به لایوساینس گفت: «وقتی به تاریخ بشر نگاه می‌کنید تمایز بین شرک و توحید به نوعی از بین می‌رود.» در سراسر فرهنگ‌ها، پانتئونها یا گروه‌هایی از خدایان خاص برای یک دین خاص، اغلب به‌عنوان عباراتی از یک موجود الهی نوشته می‌شدند. به عنوان مثال، در هزاره دوم پیش از میلاد، شعر حماسی باستانی بین‌النهرین، «انوما الیش» خدای اصلی مردوک را با ۵۰ نام می‌خواند: نام‌های آن خدایان تابع او. نتیجه این است که این خدایان پایین واقعاً مظاهر یک خدا بودند.
این مفهوم وحدت الهی منحصر به بین‌النهرین نبود. همین مفهوم در یونان، مصر و روم باستان وجود داشت. یان آسمان نوشت: در روم باستان در حدود سده سوم پیش از میلاد، گروهی فلسفی به نام رواقیون معتقد بودند که تنها یک خدا وجود دارد که نام‌های او فقط بر اساس نقش او در آسمان‌ها و زمین متفاوت است. آسمان نوشت: افزایش ارتباط بین تمدن‌ها ممکن است باعث تشویق اعتقاد به وحدت الهی شده باشد. مردم بین خدایان خود و سایر جوامع ارتباط برقرار کردند. آنها شروع کردند به دیدن خدایان و پانتئون‌های مختلف نه در تقابل با یکدیگر، بلکه به عنوان بیانی از یک مفهوم. برخی از علما اندیشه وحدت الهی را با توحید مقایسه می‌کنند. آسمان آن را «توحید فرگشتی» می‌نامد؛ دورین آن را «توحید فلسفی» می‌نامد. با این حال، به عبارت دیگر، مردم باستان ممکن است خدایان متعدد از فرهنگ‌های مختلف را به عنوان همه از یک منبع مقدس می‌دانستند.
در چنین شرایطی بود که جنبش‌های مذهبی خواستار پرستش انحصاری خدای واحد شدند. در سده چهاردهم قبل از میلاد، فرعون مصری آخناتون فرقه ای را تأسیس کرد که فقط به خدای خورشید، آتون اختصاص داشت. او معابد را بست و تصاویر خدایان دیگر را از بین برد. متیو چالمرز، نظریه‌پرداز دین در دانشگاه نورث وسترن در ایلینویز، می‌گوید برخی از پژوهشگران معتقدند تا هزار سال بعد اسرائیلی‌های اولیه «تنها یک خدا را پرستش» کردند: یهوه. چالمرز گفت، این گذار  سده‌ها طول کشید و  سده‌ها بیشتر طول کشید تا این باور که «فقط یک خدا وجود دارد» در یهودیت تثبیت شود. این افراد خود را یکتاپرست یا مشرک نمی‌دانستند. این جنبش‌ها وجود خدایان دیگر را انکار نمی‌کرد. آنها فقط از مردم خواستند که از پرستش آنها دست بردارند. اعلامیه‌هایی مبنی بر وجود تنها یک خدا در بخش‌هایی از کتاب مقدس عبری نوشته شده در حدود سده پنجم قبل از میلاد وجود دارد - با این حال، بخش‌هایی که پیش از این در تاریخ یهود نوشته شده بود، چنین ادعایی را نداشتند. به‌طور مشابه، مسیحیان اولیه صریحاً عدم وجود خدایان دیگر را اعلام نکردند. چالمرز گفت که آنها شروع به معرفی آنها به عنوان شیاطین کردند. تا سده سوم و چهارم بعد از میلاد بود که مفهوم خدای واحد سرانجام در مراسم مذهبی مسیحی ظاهر شد. او افزود، با این حال، پژوهشگران در مورد جدول زمانی دقیق اختلاف نظر دارند. داستان اسلام کمی متفاوت بود. چاد هینز، مورخ دین در دانشگاه ایالتی آریزونا، گفت: قرآن، که طی چند دهه پس از ظهور اسلام در سده هفتم نوشته شد، به صراحت بیان کرد که از ابتدا فقط یک خدا وجود دارد. این بدان معنا نیست که توحید با اسلام ظهور کرده‌است.
تغییری که به وجود آمده بود این بود که افراد بیشتری ایده‌های خود را می‌نوشتند، به ویژه نخبگان. داشتن یک متن دینی به نشانه موقعیت اجتماعی تبدیل شد و دولت‌ها شروع به پشت سر گذاشتن جنبش‌های مذهبی خاص کردند. به عنوان مثال، در روزهای بعدی روم، ایده یک خدا برای امپراتور کنستانتین به عنوان راهی برای گرد هم آوردن امپراتوری در حال فروپاشی مورد توجه قرار گرفت. تمایز بین شرک و توحید، تمایزی است که برای تلاش و درک تاریخ ایجاد شده‌است. حتی همه موافق نیستند که مسیحیت، بزرگ‌ترین دین یکتاپرستی است - برخی از نویسندگان یهودی و مسلمان، تثلیث مقدس مسیحی را به جای یک خدا به سه خدا تعبیر کردند.

## ادیان امروزی

### مسیحیت

#### دیدگاه منتقدان
اگرچه مسیحیت معمولاً به عنوان یک دین توحیدی توصیف می‌شود، برخی منتقدان باور دارند مسیحیت به دلیل ایده‌اش از تثلیث واقعاً یکتاپرست نیست.و مسیحیت را باید نوعی سه‌خداپرستی یا شرک دانست. جردن پیپر، نویسندۀ غربی، خود را مشرک توصیف می‌کند، شرک را حالت عادی در فرهنگ بشری می‌داند. او استدلال می‌کند که «حتی کلیسای کاتولیک با «تکریم» قدیسان، جنبه‌های شرک‌آمیز را نشان می‌دهد.

#### دیدگاه مسیحیان
طبق مسیحیت رسمی (کاتولیک، ارتودوکس، پروتستان) و کتاب مقدس مسیحی، خداوند، خدا، پروردگار مطلق یکتای هستی بخش، خدای واحد یگانۀ بدون شریک است و این مهم‌ترین فرمان خدا به انسان‌های ایمان‌دار مسیحی است. مسیحیت معتقد به خدای یگانۀ تثلیث (Triune God) است به این معنی که خدای واحد، همزمان و در آن واحد در سه حقیقت/نمود/تجلی/شخص و یک وجود/ذات (Being) وجود دارد. نکتۀ بسیار مهم اینکه تعریف واژۀ "شخص" در «تثلیث خدای یگانه» متفاوت است از تعریف شخص برای شخص‌های انسانی. به این معنی که "شخص‌"های «خداوند یگانۀ تثلیث»، همان یک خدای واحد هستند، در حالی که در خصوص انسان، "شخص"های مختلف همان یک انسان واحد نیستند. شحص‌های انسانی فکر و اراده های متفاوت و مستقل از هم دارند، در حالی که شخص‌های خدای یگانۀ تثلیث (Triune God)، همان یک فکر و اراده را دارند. واژۀ "شخص" در تعلیم تثلیث مسیحیت بیشتر به مفهوم "نسبت" می‌باشد و متفاوت است از مفهوم "شخص" در کاربرد روزمرۀ امروزی.
همچنین تعلیم تثلیث مقدس مسیحی، به هیچ عنوان به معنای سه خدایی و یا سه بخش و سه جزء بودن خدا نیست، بلکه اعتقاد به سه بخش یا سه جزء بودن خدا (Partialism) را بدعت می‌داند.
(توضیحات بیشتر در این خصوص را در مقالۀ تثلیث بخوانید).

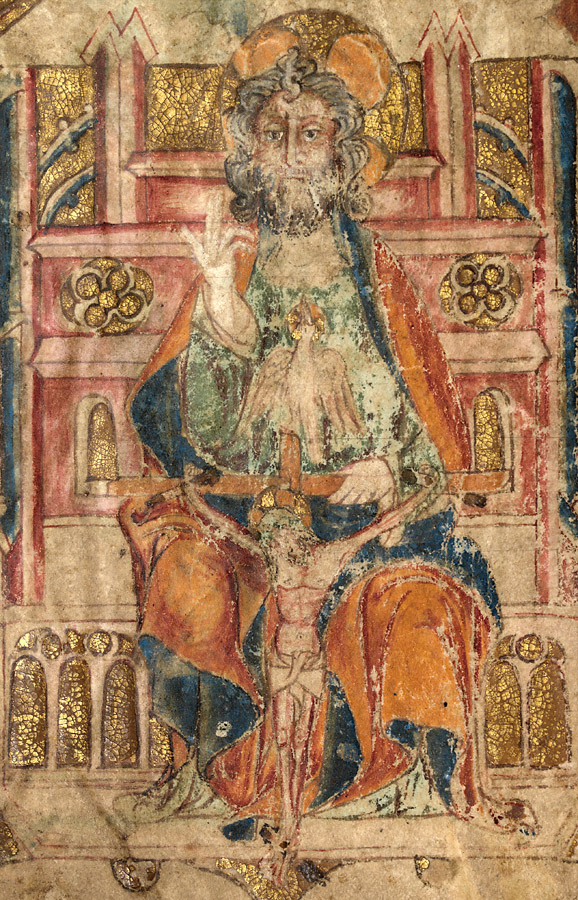
خدا، روح‌القدس، مسیح مصلوب شده: تثلیث

### مورمونیسم
جوزف اسمیت، بنیان‌گذار جنبش قدیسان آخرالزمان معتقد به کثرت خدایان بود و می‌گفت: «من همیشه خدا را شخصیتی متمایز اعلام کرده‌ام، عیسی مسیح شخصیتی جدا و متمایز از خدای پدر، و اینکه روح القدس یک شخصیت و یک روح متمایز بود: و این سه سه شخصیت متمایز و سه خدا را تشکیل می‌دهند.» مورمونیسم، که از پروتستانیسم پدید آمد همچنین تعالی را به عنوان این ایده تعریف می‌کند که مردم می‌توانند در زندگی پس از مرگ مانند خدا شوند.مورمونیسم همچنین وجود مادر آسمانی را تأیید می‌کند.
مسیحیت رسمی (کاتولیک، ارتودوکس، پروتستان) آئین مورمونیزم را یک بدعت و فرقۀ غیرمسیحی می‌داند و نسبت به آن موضعی همچون موضع اسلام در مقابل بهائیت دارد.